# Barbara Blaine
Barbara Ann Blaine (Toledo, 6 de julio de 1956 - Utah, 24 de septiembre de 2017), fue una abogada, teóloga y activista estadounidense.
Barbara nativa de Toledo había sido abusada sexualmente por un cura cuando estaba en octavo grado y buscó sin éxito en la Iglesia apoyo. Era una ferviente católica, se graduó de abogada con especialización en teología.
En 1988 fundó y presidió la organización internacional Red de Sobrevivientes de Abuso Sexual por Sacerdotes (SNAP) en Chicago. Condujo la organización durante treinta años. Influenció y apoyó a víctimas e investigadores.